# Nicolas Appert
Nicolas Appert (født 17. november 1749 i Châlons-en-Champagne, Champagne, død 3. juni 1841 i Massy) var en fransk opfinder af konserves.